# Schwerstedt (bei Weimar)
Schwerstedt település Németországban, azon belül Türingiában. Lakosainak száma 329 fő (2017. december 31.). Schwerstedt Krautheim, Buttelstedt, Berlstedt és Ramsla községekkel határos.

## Népesség
A település népességének változása:

| 2017 | 329 |